# Betriebsjustiz
Als Betriebsjustiz (auch Werkgerichtsbarkeit oder Werkstribunal) bezeichnet man im deutschen Arbeitsrecht die kollektive betriebsinterne Ahndung eines innerbetrieblichen Fehlverhaltens von Arbeitnehmern.
Die sanktionierten Normverstöße umfassen sowohl zivil- als auch strafrechtlich relevante Arbeitsvertragsverstöße wie „Blaumachen“, Trunkenheit am Arbeitsplatz, die Missachtung von Sicherheitsvorschriften oder Eigentumsdelikte zulasten von Kollegen oder des Unternehmens. Die verhängten Betriebsbußen zählen wie die Vertragsstrafen (§ 339 BGB) zu den privaten Strafen.
Nicht von der internen Betriebsjustiz geahndet wird die Wirtschaftskriminalität, die allein von der staatlichen Strafjustiz verfolgt wird, weil sie nicht nur Bagatellcharakter hat und nach dem Legalitätsprinzip ein staatliches Einschreiten erfordert.
Im Arbeitsrecht der DDR gab es mit den Konfliktkommissionen eine ähnliche innerbetriebliche Institution, die jedoch in erster Linie ideologisch motiviert war.

## Deutschland

### Historische Entwicklung und Funktion
Die direkten Vorläufer der Betriebsjustiz waren die "Vereine gegen Fabrikdiebstahl", die zu Beginn der Industrialisierung gegründet wurden, um das Entwenden von Betriebseigentum zu unterbinden. Ende des 19. Jahrhunderts entstanden in den USA und 1901 in Deutschland die ersten privaten Sicherheitsdienste. Auftraggeber dieser "Wach- und Schließinstitute" waren vor allem Industriebetriebe, die jedoch später oft einen eigenen Werkschutz aufstellten. Sowohl externe wie interne Sicherheitsdienste ermöglichten es der Betriebsleitung, Normverstöße innerbetrieblich aufzudecken und zu sanktionieren.
Rechtsgrundlage für betriebsinterne Sanktionen war im Deutschen Reich seit 1891 die Gewerbeordnung in der Fassung des Gesetzes betreffend die Abänderung der Gewerbeordnung vom 1. Juni 1891. Danach war gem. §§ 134 a ff. für jede Fabrik mit mindestens 20 Arbeitern nach Anhörung des Arbeitsausschusses eine Arbeitsordnung zu erlassen. Diese konnte gem. § 134 b Nr. 4 auch Strafen vorsehen sowie Bestimmungen über deren Art und Höhe, die Art ihrer Festsetzung und, wenn sie in Geld bestehen, über deren Einziehung und über den Zweck, für welchen sie verwendet werden sollen.
Nach dem Betriebsrätegesetz (BRG) von 1920 oblag es den Arbeiter- und den Angestelltenräten bzw. Betriebsräten, die Arbeitsordnung oder sonstige Dienstvorschriften für eine Gruppe der Arbeitnehmer im Rahmen der geltenden Tarifverträge mit dem Arbeitgeber zu vereinbaren und die vorgesehenen Strafen im Einzelfall gemeinsam festzusetzen (§§ 78, 80 BRG).
Das nationalsozialistische Gesetz zur Ordnung der nationalen Arbeit (Arbeitsordnungsgesetz, AOG) sah dem faschistischen Führerprinzip entsprechend den Unternehmer als „Führer des Betriebes“, die Angestellten und Arbeiter als dessen „Gefolgschaft“, die dem Führer des Betriebs im sogenannten Vertrauensrat „beratend zur Seite“ steht (§§ 1, 5 AOG). Der „Führer des Betriebs“ hatte für die Gefolgschaft eine Betriebsordnung zu erlassen, die auch Bußgelder bei Schlechtarbeit vorsehen konnte (§§ 26 ff. AOG). Diese dienten vor allem zur Aufrechterhaltung der Arbeitsdisziplin und des „Arbeitsfriedens“ während des Zweiten Weltkrieges.
In das bundesdeutsche Betriebsverfassungsgesetz wurde keine ausdrückliche Reglung zur Betriebsjustiz mehr aufgenommen. Die Betriebsräte wurden jedoch wiederhergestellt und erhielten die heute bekannten Mitbestimmungsrechte.
Die moderne betriebliche Justiz verfolgt das unternehmerische Interesse an einer sozialen Kontrolle im Betrieb und wird oft in einer Tradition der feudalen Gesindeverträge gesehen, die dem Dienstherren ein Züchtigungsrecht einräumten.
In der Gegenwart besteht ein gemeinsames Interesse der beteiligten Akteure, für Normverstöße im Betrieb eine innerbetriebliche Lösung zu finden und ein öffentliches, imageschädigendes bzw. stigmatisierendes Strafverfahren zu vermeiden. Die Betriebsjustiz fördert zudem die außergerichtliche Streitschlichtungskultur und ist eine willkommene Entlastung der staatlichen Justiz.
In der Nachkriegszeit wurde aus dieser historischen Entwicklung eine gewohnheitsrechtliche Begründung der modernen Betriebsjustiz abgeleitet.
Das Fehlen einer gesetzlichen Grundlage und eine andauernde Kritik an der Verfassungsmäßigkeit der betrieblichen Justiz – vor allem in den 1960er und 1970er Jahren – führten im Jahre 1975 zum Entwurf eines Gesetzes zur Regelung der Betriebsjustiz (AE-BJG). Mit ihm sollte sowohl die juristische Grundlage der Betriebsjustiz gelegt, als auch die verfassungsrechtlichen Bedenken an ihr ausgeräumt werden. Sowohl die Gewerkschaften als auch die Arbeitgeberseite lehnten eine gesetzliche Regelung jedoch ab, weil sie eine Einschränkung ihrer Mitwirkungsmöglichkeiten bzw. dirigistische Eingriffe in den Betriebsalltag fürchteten.
So gilt die Betriebsjustiz nach wie vor als rechtlich unzureichend geregelt, gleichwohl gelten Betriebsbußen heute prinzipiell als zulässig. Ihre Rechtmäßigkeit ergibt sich aus § 1 Tarifvertragsgesetz (TVG) und § 87 Abs. 1 Nr. 1 des Betriebsverfassungsgesetz (BetrVG), die der Betriebsjustiz nach herrschender Meinung eine Rechtsgrundlage geben.

### Zuständigkeit und Verfahren
Kollektivrechtliche Maßnahmen der Betriebsjustiz, insbesondere die Verhängung von Betriebsbußen sind gem. § 87 BetrVG mitbestimmungspflichtig und setzen Einvernehmen von Arbeitgebern und Belegschaft (Betriebsrat) voraus, insbesondere die Vereinbarung einer innerbetrieblichen Bußordnung.
Im Unterschied dazu bedürfen einseitige individualrechtliche Reaktionen des Arbeitgebers wie eine Abmahnung, Versetzung oder Kündigung nur einer Mitwirkung des Betriebsrats gem. § 99, § 102 BetrVG.
Eine Abgrenzung zwischen mitbestimmungspflichtigen „Fragen der Ordnung des Betriebs und des Verhaltens der Arbeitnehmer im Betrieb“ im Sinne von § 87 Abs. 1 Nr. 1 BetrVG und bloßen Verletzungen des individuellen Arbeitsvertrags ist im Hinblick auf diese unterschiedlichen Voraussetzungen bedeutsam, jedoch mitunter schwierig. Das Bundesarbeitsgericht unterscheidet nach dem Zweck der Maßnahme. Maßnahmen mit Sanktionscharakter wie eine Betriebsbuße sind mitbestimmungspflichtig, Maßnahmen mit Warncharakter wie eine Abmahnung hingegen nicht.
Die Bußordnung muss in einer Betriebsvereinbarung oder einem Tarifvertrag vereinbart und den Mitarbeitern bekannt gemacht werden. Die sanktionierten Verhaltensweisen müssen hinreichend bestimmt sein und das Verfahren zur Verhängung einer Buße rechtsstaatlichen Grundsätzen genügen wie der Unschuldsvermutung, dem Anspruch auf rechtliches Gehör, der Betriebsöffentlichkeit oder der Verhältnismäßigkeit.
Maßnahmen der Betriebsjustiz müssen arbeitsgerichtlich überprüfbar sein, etwa als „bürgerliche Rechtsstreitigkeit zwischen Arbeitnehmer und Arbeitgeber aus dem Arbeitsverhältnis“ (§ 2 Abs. 1 Nr. 3a ArbGG).

### Rechtspraxis
Die tatsächliche Ausgestaltung der Betriebsjustiz in den einzelnen Unternehmen wurde seit den 1950er Jahren in verschiedenen Arbeiten empirisch untersucht.
Die Institutionalisierung in einem paritätisch besetzten Gremium wie einer besonderen Kommission oder einem Ordnungsausschuss, der Grad der normativen Regelung und die Ergebnisse bzw. Effektivität variieren danach vor allem nach der Betriebsgröße. Insgesamt kommt der Betriebsjustiz eine eher untergeordnete Bedeutung im Betriebsalltag zu, wird jedoch in Großunternehmen durchaus mit Erfolg eingesetzt und als betriebsinterne Konfliktbewältigung von beiden Seiten anerkannt.

## Schweiz
Vertragsverletzungen von Arbeitnehmenden können nach Schweizer Arbeitsrecht vom Arbeitgeber einseitig im Rahmen der dort sogenannten Betriebsjustiz durch Disziplinarmaßnahmen geahndet werden. Diese Maßnahmen entsprechen der Abmahnung oder Kündigung nach deutschem Recht. Sie gründen auch in der Schweiz im Weisungsrecht des Arbeitgebers.